# Стахив, Евгений Павлович
Евге́ний Па́влович Ста́хив (укр. Євген Павлович Стахів; 15 сентября 1918, Пшемысль — 26 января 2014, Нью-Йорк) — деятель украинского националистического подполья на территории Донбасса в годы Второй мировой войны. Младший брат В. П. Стахива.

## Биография
Родился в Перемышле (Пшемысле) в семье офицера австрийской армии. В 1928—1936 учился в гимназии, с 1932 года состоял в украинских школьных и молодёжных организациях Галиции, с 1934 года член ОУН. 
В 1938 году оказался на территории Подкарпатской Руси, вступил в ряды карпатских сечевиков. В марте 1939 года, по окончании военного конфликта между Венгрией и непризнанной Карпато-Украинской республикой, попал в венгерский плен, однако сумел бежать в Австрию через территорию современной Словакии.
В 1940 году работал вместе со старшим братом Владимиром в «украинской пресс-службе» в эмиграции. Учился в Берлинской Политехнике.

### Вторая мировая война
В 1941—1943 годах был членом Южной «походной группы ОУН», занимался организацией новых ячеек ОУН в оккупированной немцами Восточной Украине (Кривой Рог, Днепропетровск, Мариуполь, Луганск). Начав с организации армии Карпатской Украины, в 1942-1943 гг, возглавлял украинское националистическое подполье на Донбассе. После провозглашения Украинского государства в июне 1941-го немцы арестовали основное руководство ОУН. В ответ на это было принято решение провести пропагандистско-просветительскую акцию за независимую Украину. В 1942 году получив задание от «Лемиша» (Василия Кука — впоследствии Главного Командира УПА), вместе с походными группами ОУН развернул подпольную сеть в Донбассе, где сумел получить немалую поддержку .
В 1944 году, бежав с территории Украины, был курьером ЗП УГОС, стал одним из основателей Украинского главного освободительного совета (УГОС). С 1945 проводник ОУН в Инсбруке.

### В эмиграции
В 1946—1949 годах жил в ФРГ, после чего эмигрировал в США. Был главой Украинского Народного дома (Нью-Йорк), после раскола 1954 — член ОУН-з, зампред. УГВР.
С 1955 года выступал с утверждениями, что «Молодая гвардия» — это якобы созданное им в Донбассе националистическое подполье. В частности, утверждал: ««Мы распространили националистические идеи от Донбасса до Крыма, но именно то, что члены ОУН побывали в городах Восточной Украины, заставило III-й Сбор ОУН отступиться от крайнего национализма». Также по его словам, Александр Фадеев в своём  романе «Молодая гвардия» не случайно дал герою-предателю имя «Евгений Стахович», ведь лицо деятеля ОУН было уже известно Министерству государственной безопасности СССР. Нелепость ситуации придавало то обстоятельство, что Евгений Стахив не то что молодогвардейцем, даже комсомольцем никогда не был. А организованное им украинское национальное патриотическое подполье на Донбассе существовало под лозунгом: «Смерть Гитлеру, смерть Сталину». Стахив пытался доказать в украинской прессе в Америке свою причастность к «Молодой гвардии» и  даже привлечь Фадеева к суду. Но его адвокаты заявили, что Стахович — это вымышленный персонаж. Относительно утверждений Стахива о его причастности к «Молодой гвардии», ни в архивах СБУ Луганской области, ни в архивах ФСБ не удалось найти никаких сведений об антинемецкой деятельности Стахива и членов ОУН на Донбассе, ни об и их причастности к реально существовавшей подпольной комсомольской организации «Молодая гвардия», члены которой были расстреляны немцами.
В 2000 глава «середовища УГВР», руководил Обществом украинско-еврейских связей (2004). Проживал в США, регулярно приезжал на Украину, встречался с представителями молодёжи и известными политиками. В 1997 году был награждён украинским орденом «За заслуги» III степени, в 2006 году — орденом Ярослава Мудрого.
В 2006 году получил орден князя Ярослава Мудрого IV и V степеней, которые получил из рук Виктора Ющенко. 
Последние годы жизни Евгений Стахив почти ежегодно бывал в Украине, встречался с молодёжью и известными политиками. Умер в Нью-Йорке 26 января 2014 в возрасте 95 лет.